# Nhuộm Schaeffer–Fulton

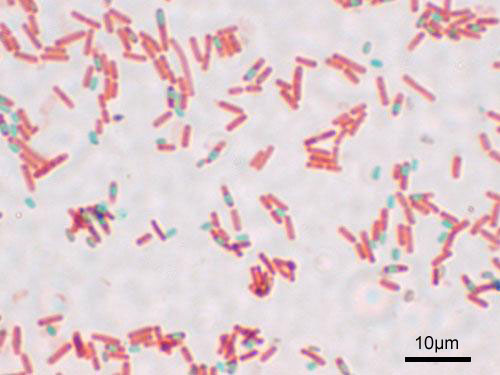
Một vết bôi của vi khuẩn Bacillus subtilis được nhuộm Schaeffer-Fulton cho thấy hai thành phần: nội bào tử màu xanh lá cây và tế bào chất vi khuẩn màu đỏ

Nhuộm Schaeffer–Fulton là một phương pháp nhuộm trong nghiên cứu vi sinh vật, được thiết kế để làm nổi bật nội bào tử của vi khuẩn (thuộc chi Bacillus và Clostridium) bằng cách nhuộm các bào tử này thành màu xanh và các thành phần khác của vi khuẩn thành màu đỏ hay hồng. Thuốc nhuộm lần đầu là xanh malachite cho màu xanh và thuốc nhuộm bổ sung là safranin hay axit fuchsin cho màu đỏ hồng.

## Cách tiến hành
Đầu tiên, lam kính được vô trùng bằng cồn 70 độ, sau đó khuẩn lạc của vi khuẩn được trải lên lam kính và được cố định bằng nhiệt (tạo vết bôi). Phủ lên vết bôi một mảnh giấy lọc, sau đó dùng pipet nhỏ dung dịch xanh malachite lên trên giấy lọc để nhuộm vết bôi. Mục đích của giấy lọc là lọc cặn của dung dịch xanh malachite, giúp mẫu vi khuẩn sạch và dễ quan sát sau khi nhuộm. Vừa nhỏ màu xanh malachite lên giấy lọc vừa đun nhẹ lam kính trên đèn cồn, liên tục nhỏ thuốc nhuộm trong khi đun để tránh lam kính bị khô (nhưng không để thuốc nhuộm sôi trên lam kính). Sau khi đun 5 phút, để nguội lam kính và rửa lam bằng nước cất đến khi màu nước rửa ra không còn màu xanh. Hong khô lam kính sau khi rửa, tiếp theo lại nhuộm lam với thuốc nhuộm fuchsin hoặc safranin trong 1 phút (tương tự như nhuộm xanh malechite). Cuối cùng rửa lam kính với nước cất một lần nữa và thấm khô với giấy thấm. Sau khi sấy khô, lam kính được xem dưới kính hiển vi quang học với vật kính x100 trong dầu tụ quang.
Có một biến thể của nhuộm Schaeffer–Fulton sử dụng màu xanh malachite và tím tinh thể.

## Giải thích phương pháp
Bào tử vi khuẩn là một phương thức sống của vi khuẩn thích nghi với các điều kiện môi trường khắc nghiệt, bào tử có 4 lớp, trong đó lớp thứ hai là áo bào tử chứa lượng lớn protein sừng (50-80% lượng protein của vi khuẩn), thẩm thấu kém và lớp thứ ba là vỏ bào tử chứa chủ yếu peptidoglican. Do đó muốn thấm được thuốc nhuộm thì cần đun trên lửa đèn cồn trong 5 phút làm biến tính protein bào tử, giúp thẩm thấu được xanh malechite vào lớp protein và peptidoglican, làm bào tử bắt màu xanh.
Tế bào chất của vi khuẩn giữ màu kém nên lần nhuộm đầu bắt màu xanh nhưng sau đó bị rửa trôi bởi nước, đồng thời các thành phần tế bào chất có tính kiềm nên sau đó lại bắt màu thuốc nhuộm bổ sung có tính axit (axit fuchsin) nên có màu đỏ hay hồng.

## Lịch sử
Phương pháp Schaeffer-Fulton được phát minh bởi Alice B. Schaeffer và MacDonald Fulton, hai nhà vi sinh vật học ở Middlebury College vào năm 1933. Phương pháp này cải tiến từ phương pháp Wirtz–Conklin năm 1908.